# Gachibana
Gachibana est une ville du Botswana.